# SCYL2
SCYL2‏ (SCY1 like pseudokinase 2) هوَ بروتين يُشَفر بواسطة جين SCYL2 في الإنسان.